# La muerte de César (Gérôme)
La muerte de César —siendo en francés su título original La Mort de César— es una pintura al óleo (1867) del artista francés Jean-Léon Gérôme. Se encuentra en el Museo Walters de Arte, en la ciudad estadounidense de Baltimore (Maryland).

## El autor
Jean Gérôme fue un pintor y escultor francés academicista cuyas obras, por lo general, versaron sobre temas históricos, mitológicos, sobre el orientalismo, tomadas de retratos, con todo lo cual el pintor logró llevar al academicismo tradicional a un clímax artístico. Es considerado uno de los pintores más importantes de dicha escuela pictórica, quien además de ser pintor y escultor fue también maestro de una larga lista de estudiantes que más tarde fueron pintores renombrados.

## Trasfondo

La primera versión del cuadro se expuso en el Salón de París en 1859.

En 1858, antes de la realización de este cuadro, Jean-Léon Gérôme realizó una versión reducida del mismo centrada en el cadáver de Julio César. Este cuadro se expuso en el Salón de París de 1859 junto con otros dos cuadros del artista (Ave Caesar, morituri te salutant y Re Candaule). El segundo cuadro se expuso en la Exposición Universal de 1867 y pasó de un comprador a otro hasta 1917, año en que fue adquirido por el filántropo estadounidense Henry Walters. La obra fue heredada por el Museo de Arte de Baltimore en 1931.

## Descripción

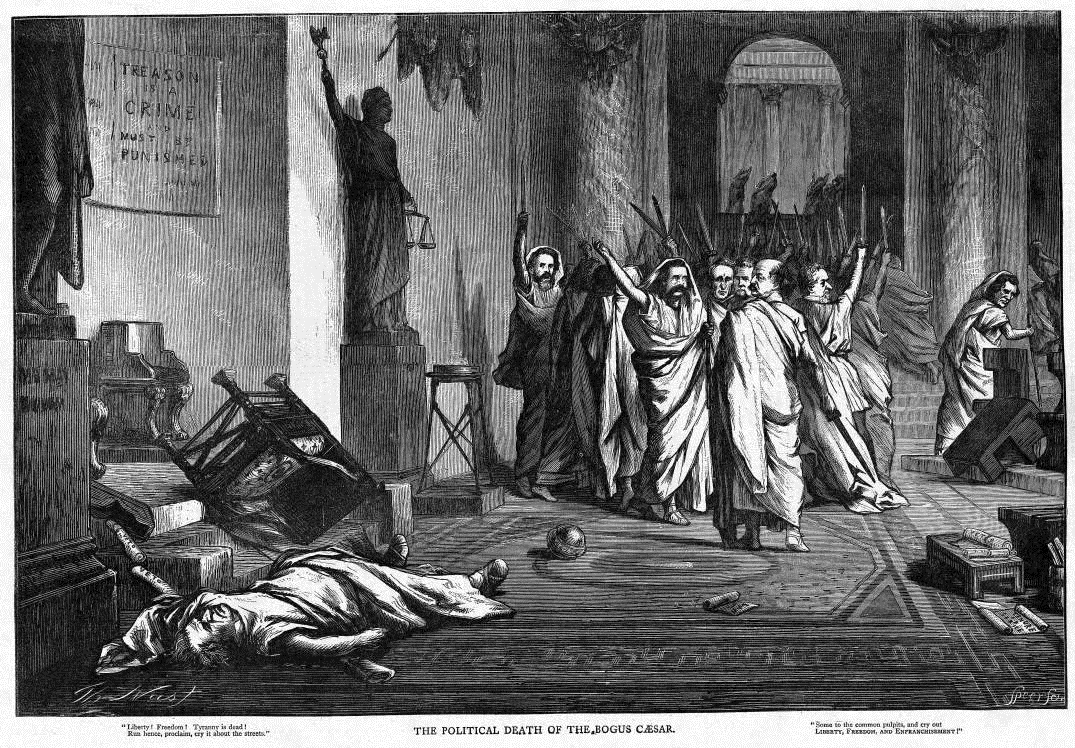
La viñeta The Political Death of Bogus Caesar, de Thomas Nast.

"Todos han huido, se ve a los últimos todavía alejarse apresuradamente, volviendo la mirada hacia donde ha caído el gran hombre a quien muchos amaban, pocos odiaban, todos temían, ante quien unos minutos antes se inclinaban todos estos grandes hipócritas de la libertad".
Revista Europea, Volumen III, 1877

Este cuadro representa los momentos inmediatamente posteriores al asesinato del general y político romano Cayo Julio César, el 15 de marzo del 44 a. C., en la curia del Teatro de Pompeyo. En el centro de la composición aparecen los conspiradores exultantes, levantando sus espadas y alejándose del cadáver de César, situado en la parte inferior izquierda del cuadro, a los pies de la estatua de Pompeyo. Los bancos de la curia están vacíos y sólo hay una figura sentada contemplando el asesinato que acaba de producirse. Al fondo se ven las altas columnas de la curia y un arco hacia el que se dirigen los conspiradores. Una característica de Gérôme era que no representaba el acto violento propiamente dicho, sino sus secuelas o el momento inmediatamente posterior (piénsese en los cuadros La ejecución del mariscal Ney, Duelo entre dos máscaras y Consummatum est), de hecho César yace sin vida en el suelo y los conspiradores se retiran, tras haber consumado su asesinato.

## En la cultura popular
En 1869, el cuadro fue parodiado en una viñeta del ilustrador estadounidense Thomas Nast, publicada en la revista Harper's Weekly. La caricatura en cuestión, titulada The Political Death of Bogus Caesar ("La muerte política del falso César"), representa al presidente Andrew Johnson en el lugar del César y hace referencia a su destitución, que había comenzado el año anterior.